# Back Home
Back Home – ósmy studyjny album irlandzkiego zespołu Westlife wydany w 2007 roku. Album zadebiutował na pierwszym miejscu oficjalnego zestawienia sprzedaży albumów w Wielkiej Brytanii, sprzedając się w pierwszym tygodniu od premiery w nakładzie 132 000 kopii.

## Spis utworów
| #  | Tytuł                            | Autor/Producent                                             | Długość |
| -- | -------------------------------- | ----------------------------------------------------------- | ------- |
| 1  | Home                             | Alan Chang, Amy Foster-Gillies, Michael Bublé               | 3:26    |
| 2  | Us Against the World             | Arnthor Birgisson, Rami Yacoub, Savan Kotecha               | 4:01    |
| 3  | Something Right                  | Arnthor Birgisson, Rami Yacoub, Savan Kotecha               | 3:14    |
| 4  | I’m Already There                | Gary Baker, Frank J. Myers, Richie McDonald                 | 4:18    |
| 5  | When I’m with You                | Jordan Omley, Louis Biancaniello, Michael Mani, Sam Watters | 4:12    |
| 6  | Have You Ever                    | Diane Warren                                                | 4:30    |
| 7  | It’s You                         | Steve Mac, Wayne Hector                                     | 4:09    |
| 8  | Catch My Breath                  | Steve Mac, Wayne Hector                                     | 3:18    |
| 9  | The Easy Way                     | Arnthor Birgisson, Rami Yacoub, Savan Kotecha               | 3:34    |
| 10 | I Do                             | Steve Mac, Wayne Hector, Reid                               | 4:30    |
| 11 | Pictures in My Head              | Arnthor Birgisson, Rami Yacoub, Savan Kotecha               | 4:16    |
| 12 | You Must Have Had a Broken Heart | Jörgen Elofsson, Nicky Chinn                                | 4:01    |

## Pozycje na listach
| Kraj             | Najwyższa pozycja | Sprzedaż   | Certyfikat |
| ---------------- | ----------------- | ---------- | ---------- |
| Świat            | 8                 | 1 300 000+ | -          |
| Europa           | 6                 |            | -          |
| Wielka Brytania  | 1                 | 300 000+   | Platyna    |
| Irlandia         | 1                 | 75 000+    | 5× platyna |
| Korea Południowa | 1                 |            | -          |
| Tajwan           | 2                 |            | -          |
| Zimbabwe         | 2                 |            | -          |
| Estonia          | 3                 |            | -          |
| Hongkong         | 3                 |            | -          |
| Filipiny         | 7                 |            | -          |
| RPA              | 12                |            | -          |
| Nowa Zelandia    | 13                | 7 500+     | Złoto      |
| Australia        | 14                |            | -          |
| Norwegia         | 18                |            | -          |
| Szwajcaria       | 19                | 15 000+    | Złoto      |
| Szwecja          | 33                | 20 000+    | Złoto      |
| Niemcy           | 45                |            | -          |
| Holandia         | 48                |            | -          |
| Austria          | 65                |            | -          |
| Meksyk           | 134               |            | -          |